# Покоевой, Григорий Прокофьевич
Григорий Прокофьевич Покоевой (5 ноября 1907, с. Михайловка Подольская губерния,   Российская империя — 3 марта 1957, СССР) — советский военачальник, генерал-майор авиации (31.05.1954).

## Биография
Родился в селе Михайловка, ныне в Тульчинском районе, Винницкая область, Украина. Украинец.
С 27 октября 1926 года числился воспитанником в 8-м отдельном корпусном авиаотряде ВВС УВО в городе Одесса.

## Военная служба
С 4 августа 1927 года был оформлен как военнослужащий и назначен мотористом. В ноябре направлен на учебу в ШМАС при 5-й авиабригаде в город Киев. 22 мая 1928 года окончил ее и вернулся в 8-й отдельный корпусной авиаотряд на прежнюю должность.
С марта 1929 года служил мотористом в 24-й авиаэскадрилье 20-й авиабригады в городе Харьков. В декабре командирован на учебу в 8-ю военную школу пилотов ВВС РККА в город Одесса. После завершения обучения в декабре 1930 года оставлен в школе инструктором-пилотом. Член ВКП(б) с 1930 года.
В декабре 1931 года был переведен в 9-ю военную школу летчиков и летнабов в город Харьков, в ее составе занимал должности инструктора-пилота, инструктора-летчика, командира звена, помощником командира отряда.
В декабре 1940 года назначен командиром отряда Олсуфьевской школы стрелков-бомбардиров.

### Великая Отечественная война
В начале  войны школа с 6 июля 1941 года была эвакуирована в город Славгород Алтайского края.
С 14 ноября 1941 года капитан  Покоевой вступил в командование 682-м авиационным полком ночных бомбардировщиков ВВС СибВО. Формировал его на базе авиашколы в городе Ленинск-Кузнецкий и в начале декабря убыл с ним на фронт. Полк воевал в составе ВВС 40-й армии Юго-Западного фронта в районе города Старый Оскол. 17 января 1942 года с полком начал боевую работу на курском и харьковском направлениях. 10 мая полк расформирован, а на его базе были сформированы 879-й и 878-й отдельные смешанные авиаполки. Капитан  Покоевой был назначен командиром 879-го смешанного авиаполка 15-й воздушной армии Брянского фронта. Полк дислоцировался на аэродроме Зыбино и оперативно подчинялся 48-й армии Брянского фронта. Его летчики поддерживали войска армии в оборонительных боях на елецком и орловском направлениях. В марте 1943 года, по расформировании полка,  Покоевой был зачислен в резерв 15-й воздушной армии.
7 мая 1943 года он назначается командиром 284-й авиадивизии ночных бомбардировщиков. Участвовал с ней в Курской битве, оборонительных боях на орловском направлении, Орловской наступательной операции.
17 августа 1943 года он переведен командиром 325-й ночной бомбардировочной авиадивизии. 28 августа дивизия вошла в состав 1-й воздушной армии и участвовала в Смоленской наступательной операции, в освобождении Смоленской области. Зимой 1943/44 гг. ее части поддерживали войска фронта в операциях на витебском и оршанском направлениях. 25 мая 1944 года дивизия была перебазирована в район города Кричев, где вошла в 4-ю воздушную армию 2-го Белорусского фронта. Летом ее части участвовали в Белорусской, Минской и Осовецкой наступательных операциях, в разгроме окруженной группировки противника юго-восточнее Минска и освобождении восточных районов Польши. Дивизии за успешное выполнение боевых заданий командования в боях по овладению крепостью Осовец присвоено наименование «Осовецкая». На заключительном этапе войны в 1945 года дивизия успешно действовала в составе той же 4-й воздушной армии 2-го Белорусского фронта в Восточно-Прусской и Восточно-Померанской и Берлинской  наступательных операциях.
В период с декабря 1941 года  по  май 1945 года Покоевой лично совершил 35 боевых вылета на бомбардировку войск и объектов  противника.
За время войны комдив Покоевой был 20 раз персонально упомянут в благодарственных в приказах Верховного Главнокомандующего.

### Послевоенное время
После войны в августе 1945 года 325-я ночная бомбардировочная авиационная Осовецкая Краснознаменная дивизия была расформирована, а полковник  Покоевой назначен командиром 307-й штурмовой авиадивизии 3-го штурмового авиакорпуса 2-й воздушной армии ЦГВ. После ее расформирования в декабре переведен на должность командира 261-й штурмовой авиационной Свирской ордена Суворова дивизии ВВС Беломорского ВО. В июле 1946 года дивизия была расформирована, а полковник  Покоевой в октябре назначается командиром 8-й гвардейской штурмовой авиадивизии 2-й воздушной армии.
С ноября 1947 года по декабрь 1949 года проходил обучение в Высшей военной академии им. К. Е. Ворошилова, затем был назначен командиром 135-й гвардейской штурмовой авиадивизии 48-й воздушной армии ОдВО.
С декабря 1954 года генерал-майор авиации  Покоевой  командовал 83-м смешанным авиакорпусом в 54-й воздушной армии.
С августа 1956 года —  командовал 1-й военно-транспортной авиадивизией ВВС.
3 марта 1957 года генерал-майор авиации  Покоевой трагически погиб.

## Награды
- ордена Ленина (20.04.1953)[4]
- четыре ордена Красного Знамени (в том числе:  27.09.1942[5], 22.07.1944[6], 06.11.1947 [4])
- орден Суворова II степени (29.05.1945)[7]
- орден Кутузова II степени (10.04.1945)[8]
- орден Отечественной войны I степени (12.08.1943)[9]
- орден Красной Звезды (03.11.1944)[4]

медали в том числе:
- - «За победу над Германией в Великой Отечественной войне 1941—1945 гг.»
  - «За освобождение Варшавы»

Приказы (благодарности) Верховного Главнокомандующего в которых отмечен Г. П. Покоевой.
- За форсирование реки Проня западнее города Мстиславль, прорыв сильно укрепленной оборону немцев, овладение районным центром Могилевской области – городом Чаусы и освобождение более 200 других населенных пунктов, среди которых Черневка, Ждановичи, Хоньковичи, Будино, Васьковичи, Темривичи и Бординичи. 25 июня 1944 года № 117.
- За овладение штурмом крупным областным центром Белоруссии городом Могилев – оперативно важным узлом обороны немцев на минском направлении, а также овладение городов Шклов и Быхов. 28 июня 1944 года № 122.
- За овладение штурмом городом и крупным промышленным центром Белосток – важным железнодорожным узлом и мощным укрепленным районом обороны немцев, прикрывающим пути к Варшаве. 27 июля 1944 года № 151.
- За овладение штурмом городом и крепостью Осовец – мощным укрепленным районом обороны немцев на реке Бобр, прикрывающим подступы к границам Восточной Пруссия. 14 августа 1944 года № 166.
- За освобождение города и крепости Ломжа — важного опорного пункта обороны немцев на реке Нарев. 13 сентября 1944 года № 186.
- За овладение штурмом городом Пшасныш (Прасныш), городом и крепостью Модлин (Новогеоргиевск) — важными узлами коммуникаций и опорными пунктами обороны немцев. 18 января 1945 года. № 226.
- За овладение штурмом городами Млава и Дзялдово (Зольдау) – важными узлами коммуникаций и опорными пунктами обороны немцев на подступах к южной границе Восточной Пруссии и городом Плоньск – крупным узлом коммуникаций и опорным пунктом обороны немцев на правом берегу Вислы. 19 января 1945 года. № 232.
- За выход на побережье Балтийского моря и овладение городом Кёзлин — важным узлом коммуникаций и мощным опорным пунктом обороны немцев на путях из Данцига в Штеттин. 4 марта 1945 года. № 289.
- За овладение городом и крепостью Грудзёндз (Грауденц) – мощным узлом обороны немцев на нижнем течении реки Висла. 6 марта 1945 года. № 291.
- За овладение городами Гнев (Меве) и Старогард (Прейсиш Старгард) – важными опорными пунктами обороны немцев на подступах к Данцигу. 7 марта 1945 года. № 294.
- За овладение городом Штольп — важным узлом железных и шоссейных дорог и мощным опорным пунктом обороны немцев в Северной Померании. 9 марта 1945 года. № 297
- За овладение штурмом городом Гдыня – важной военно-морской базой и крупным портом на Балтийском море. 28 марта 1945 года. № 313.
- За овладение городом и крепостью Гданьск (Данциг) — важнейшим портом и первоклассной военно-морской базой немцев на Балтийском море. 30 марта 1945 года. № 319.
- За форсирование восточного и западного Одера южнее Штеттина, прорыв сильно укрепленную оборону немцев на западном берегу Одера и овладение главным городом Померании и крупным морским портом Штеттин, а также занятие городов Гартц, Пенкун, Казеков, Шведт. 26 апреля 1945 года. № 344.
- За овладение городами Грайфсвальд, Трептов, Нойштрелитц, Фюрстенберг, Гранзее – важными узлами дорог в северо-западной части Померании и в Мекленбурге. 30 апреля 1945 года. № 352.
- За овладение городами Штральзунд, Гриммен, Деммин, Мальхин, Варен, Везенберг — важными узлами дорог и сильными опорными пунктами обороны немцев. 1 мая 1945 года. № 354.
- За овладение городами Росток, Варнемюнде – крупными портами и важными военно-морскими базами немцев на Балтийском море, а также захват городов Рибнитц, Марлов, Лааге, Тетерев, Миров. 2 мая 1945 года. № 358.
- За овладение городами Барт, Бад-Доберан, Нойбуков, Варин, Виттенберге и за соединение на линии Висмар, Виттенберге с союзными нам английскими войсками. 3 мая 1945 года. № 360.
- За овладение городом Свинемюнде — крупным портом и военно-морской базой немцев на Балтийском море. 5 мая 1945 года. № 362.
- За форсирование пролива Штральзундерфарвассер, захват на острове Рюген городов Берген, Гарц, Путбус, Засснитц и полное овладение островом Рюген. 6 мая 1945 года. № 363.

## Личная жизнь
Дочь: Татьяна; погибла в авиакатастрофе в возрасте 66 лет.